# Román Beloqui
Román Beloqui fue un pelotari español de finales del siglo XIX.

## Biografía
Delantero y de juego imprevisible, Benito Mariano Andrade decía de él que «hay partidos en que no pierde pelota, en otros pifia casi todas». En Carácter y vida íntima de los principales pelotaris (1894), ofreció las siguientes pinceladas del jugador:

Rarezas, he aquí el nombre de las cosas de Beloqui; le he visto empeñado en dar con la pelota á un determinado objeto; v. gr., la boína caída á un compañero, y allí dirigir siempre la jugada hasta que lo conseguía; restar una pelota de dos paredes en las mismas sillas, dar una palmadita en la cara á un espectador, volver á la cancha, restar por segunda vez la pelota del contrario y hacer tanto. Observa que su contrario detiene algo la pelota en la cesta, é imítale en seguida; da la pelota de uno de sus rivales en el tanteador, vuelve á la cancha, es buena, y á renglón seguido intenta Román la misma jugada; en cierta ocasión, en Buenos Aires, tiró siete dejadas seguidas, y una vez en San Sebastián, apostó un café á que dejaba á los contrarios en 44 tantos precisamente. [...] Quedamos, pues, en que Román Beloqui es el artista más inspirado en el juego de pelota, pero algo chiflado, como la mayor parte de los hombres de genio.
(Andrade, 1894, pp. 20-21)